# Retiers
Retiers (bretonsko Rester) je naselje in občina v severozahodnem francoskem departmaju Ille-et-Vilaine regije Bretanje. Leta 2009 je naselje imelo 3.711 prebivalcev.

## Geografija
Naselje leži v pokrajini Bretaniji 36 km jugovzhodno od Rennesa.

## Uprava
Retiers je sedež istoimenskega kantona, v katerega so poleg njegove vključene še občine Arbrissel, Coësmes, Essé, Forges-la-Forêt, Marcillé-Robert, Martigné-Ferchaud, Sainte-Colombe, Le Theil-de-Bretagne in Thourie z 12.251 prebivalci.
Kanton Retiers je sestavni del okrožja Fougères-Vitré.

## Zanimivosti
- menhir pierre de Richebourg,
- cerkev sv. Petra iz 18. stoletja.

## Pobratena mesta
- Mieścisko (Velikopoljsko vojvodstvo, Poljska);